# Mademoiselle Fleury
Marie-Anne-Florence Bernardy-Nones, född 1766, död 1818, var en fransk skådespelare. Hon var känd under artistnamnet Mademoiselle Fleury på Comédie-Française i Paris, där hon var engagerad 1786-1807. 